# Pogwisch

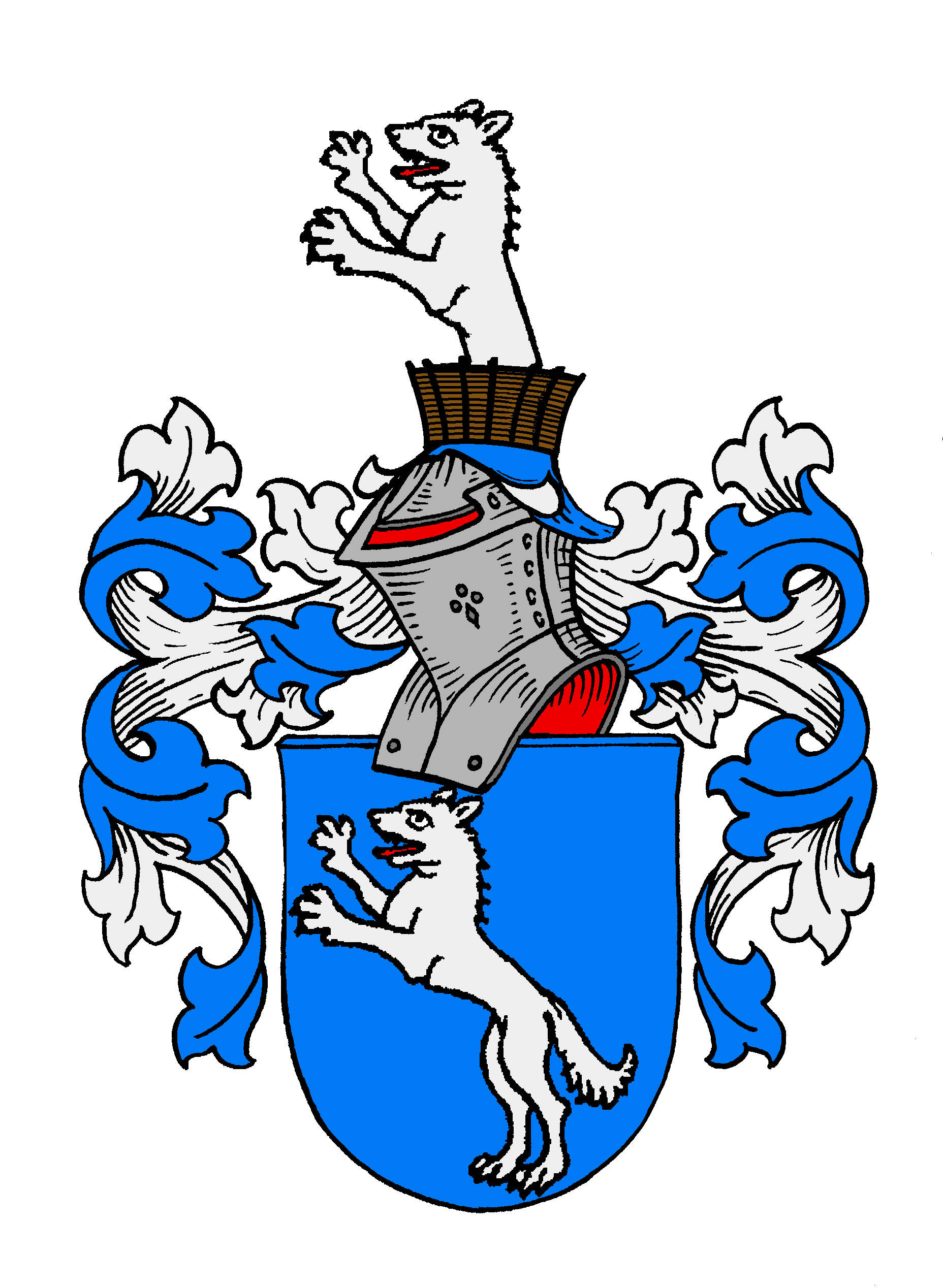
Wappen derer von Pogwisch und der stammverwandten von Wisch

Pogwisch war der Name einer einflussreichen Ritterfamilie in den Herzogtümern Schleswig und Holstein, die zu den Equites Originarii gehörte. Der Name leitet sich ab von niederdeutsch Pog „Frosch“ und Wisch „Wiese“. Die Familie bildete verschiedene Linien und ist 1845 im männlichen Stamm ausgestorben.
Sie war stammes- und wappenverwandt mit den von Wulf und von der Wisch. 

## Geschichte
Das Geschlecht erscheint erstmals urkundlich 1283 mit den Brüdern Marquard und Alhed, Söhne des Thetlev de Pokkevisk, mit dem auch die Stammreihe beginnt. Marquard Pogwisch wird 1322 und 1325 im ältesten Kieler Stadtbuch genannt. Ritter Otto Pogwisch aus Bistenkesse (Bissee, später Bothkamp), stiftete 1327 das Kloster Bordesholm als Augustiner-Chorherren-Stift, wo die Pogwisch und Wisch ihre Grablege hatten.
Henning von Pogwisch (* um 1420) ist das erste urkundlich auf Gut Farve genannte Familienmitglied. Möglicherweise hat aber bereits sein 1432 in Schweden verstorbener Vater Benedikt das Gut begründet. Farve gehörte der Familie Pogwisch dann bis 1662, als es im Erbweg an die von Blome überging. Von 1475 bis 1625 war das Gut Dobersdorf im Besitz der Pogwisch und von 1534 bis 1646 das Schloss Hagen (Probsteierhagen), ferner von ca. 1470 bis 1626 das Gut Maasleben. 
Wulf Pogwisch (um 1485–1554) war herzoglicher und königlicher Rat von Friedrich I. und hatte großen politischen Einfluss im Königreich Dänemark. Sein Bruder Bertram von Pogwisch († um 1600 in Kassel) war streng katholisch und stellte Besitzansprüche auf das 1566 säkularisierte Kloster Bordesholm. 
Aus der Familie Pogwisch gingen mehrere Äbtissinnen des Klosters Itzehoe hervor. 
Goethes Sohn August von Goethe (1789–1830) heiratete 1817 Ottilie von Pogwisch (1796–1872). Mit ihren drei Kindern (sowie zeitweise ihrer Schwester Ulrike von Pogwisch) wohnte sie 15 Jahre lang bei ihrem Schwiegervater in dessen Haus am Frauenplan in Weimar, wo sie später auch starb.

## Wappen
Das Wappen zeigt in Blau einen springenden, rot bezungten silbernen Wolf. Auf dem Helm mit blau-silbernen Decken der Wolf aus einem braunen Schanzkorb wachsend.

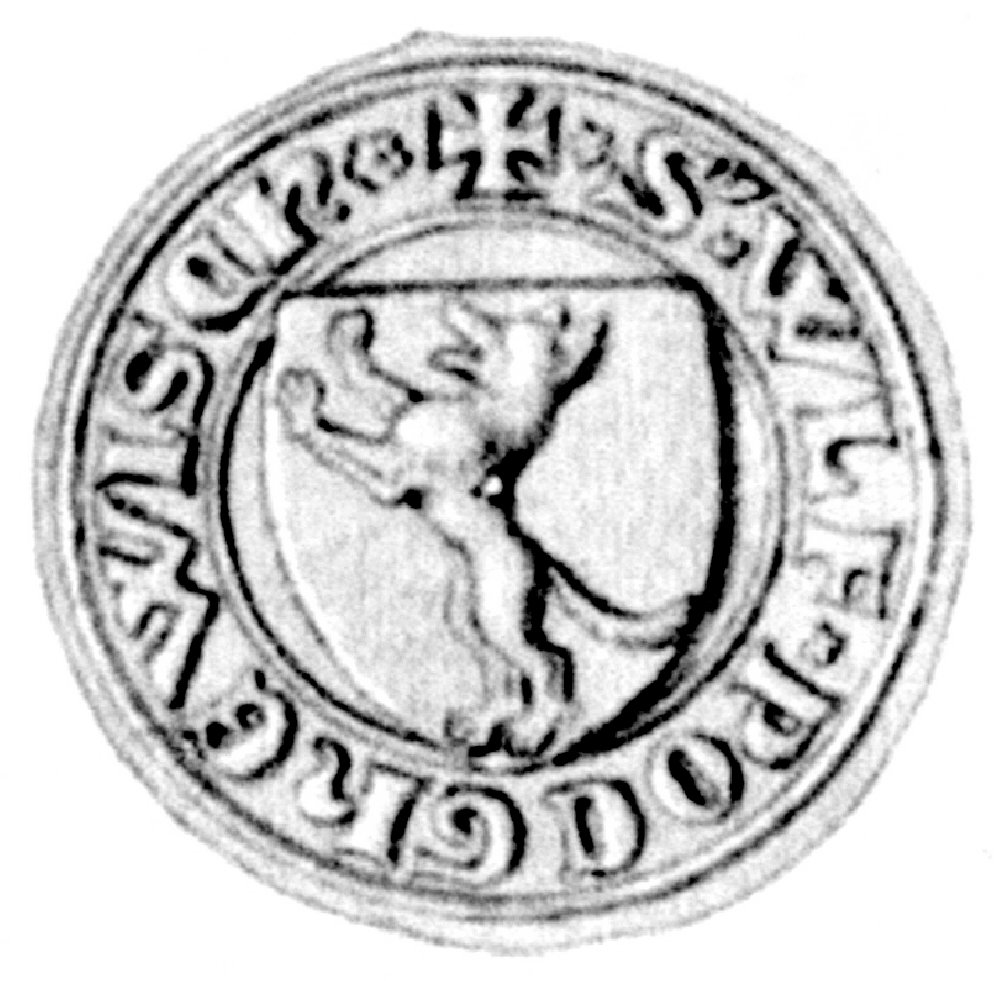
Siegel des Wulf Pogwisch, 1348
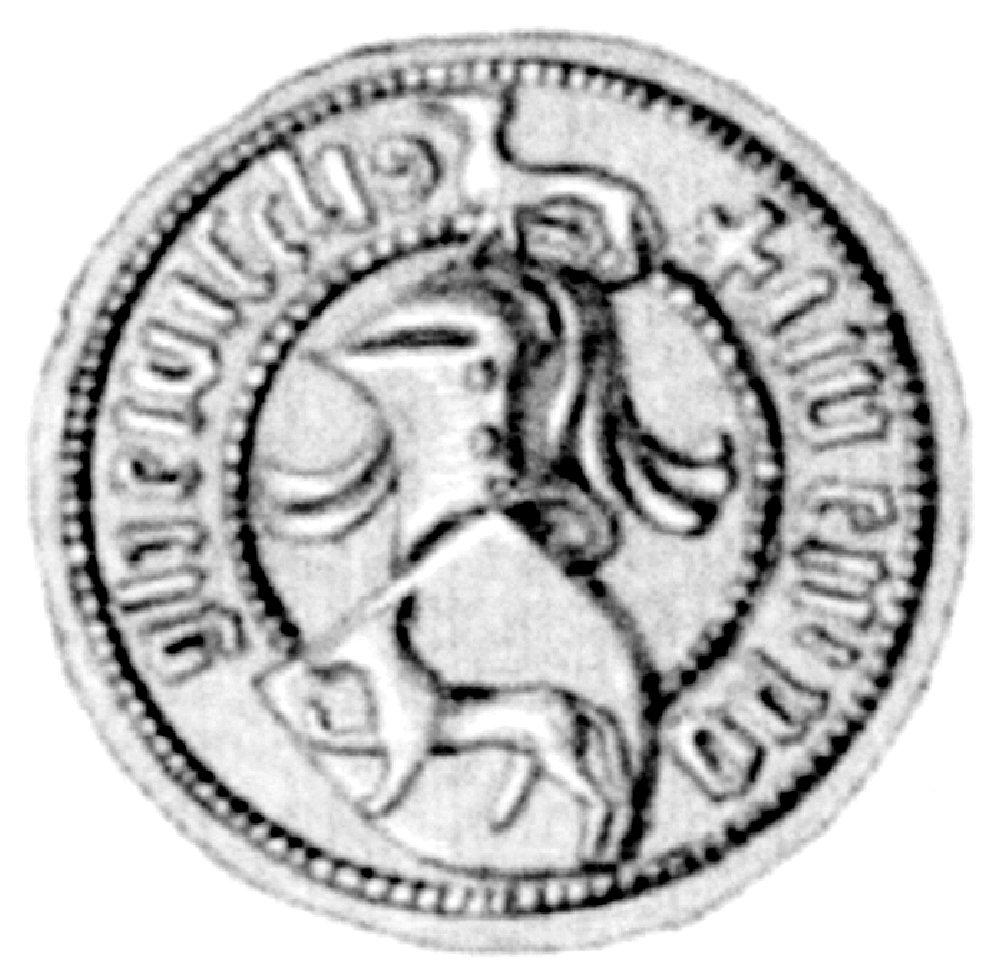
Siegel des Ywen Pogewisch, 1413
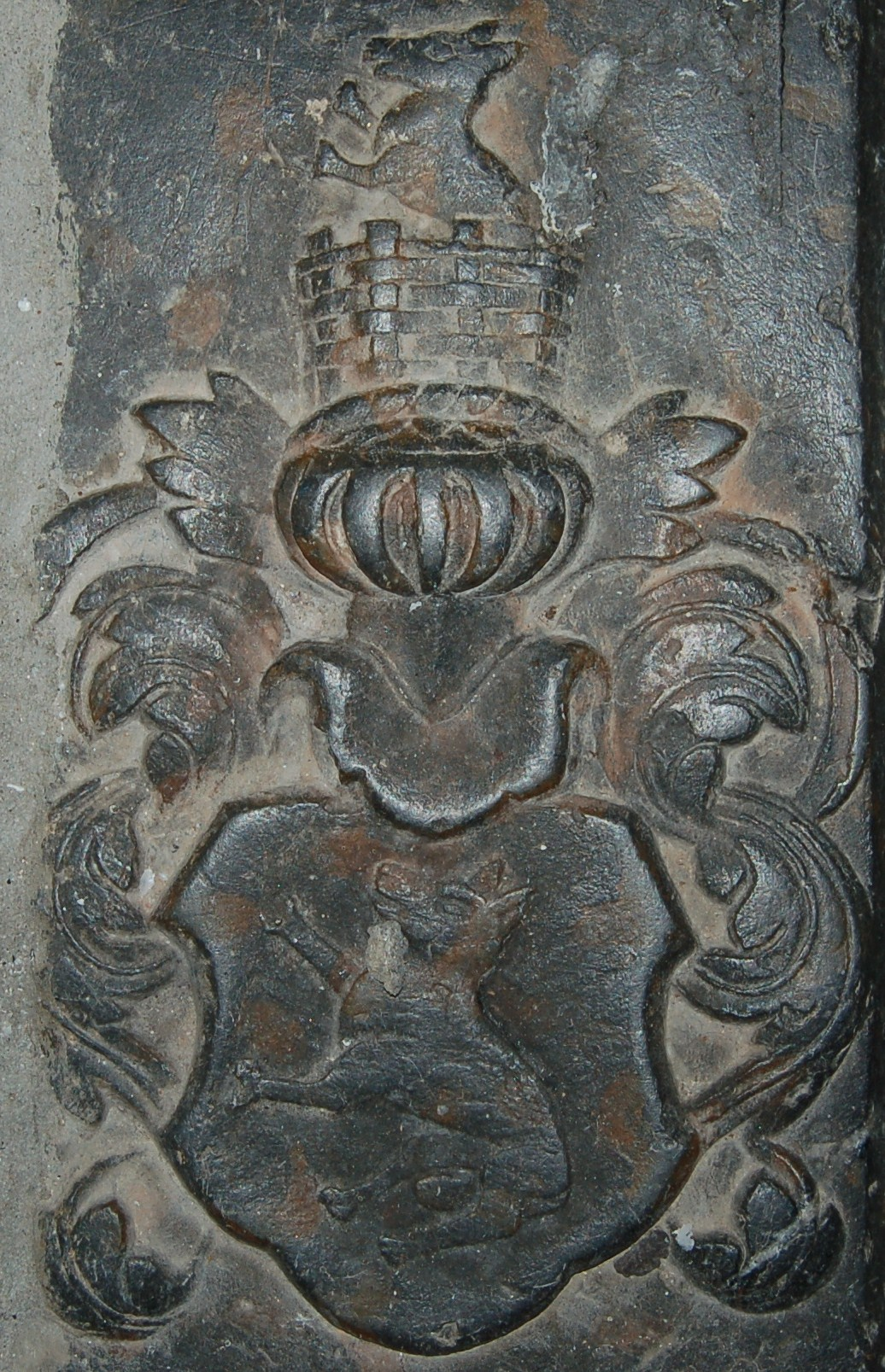
Wappen auf Grabstein in Norwegen
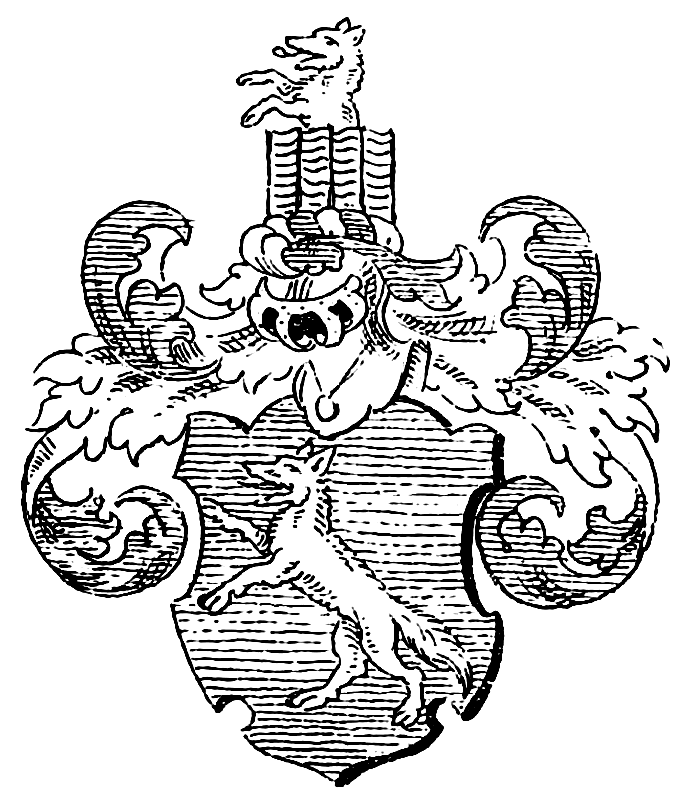
Wappen derer von Pogwisch in J. Siebmacher's Wappenbuch, VI. Band, 9. Abteilung; Ausgestorbener Preussischer Adel: Provinz Pommern

## Bekannte Familienmitglieder

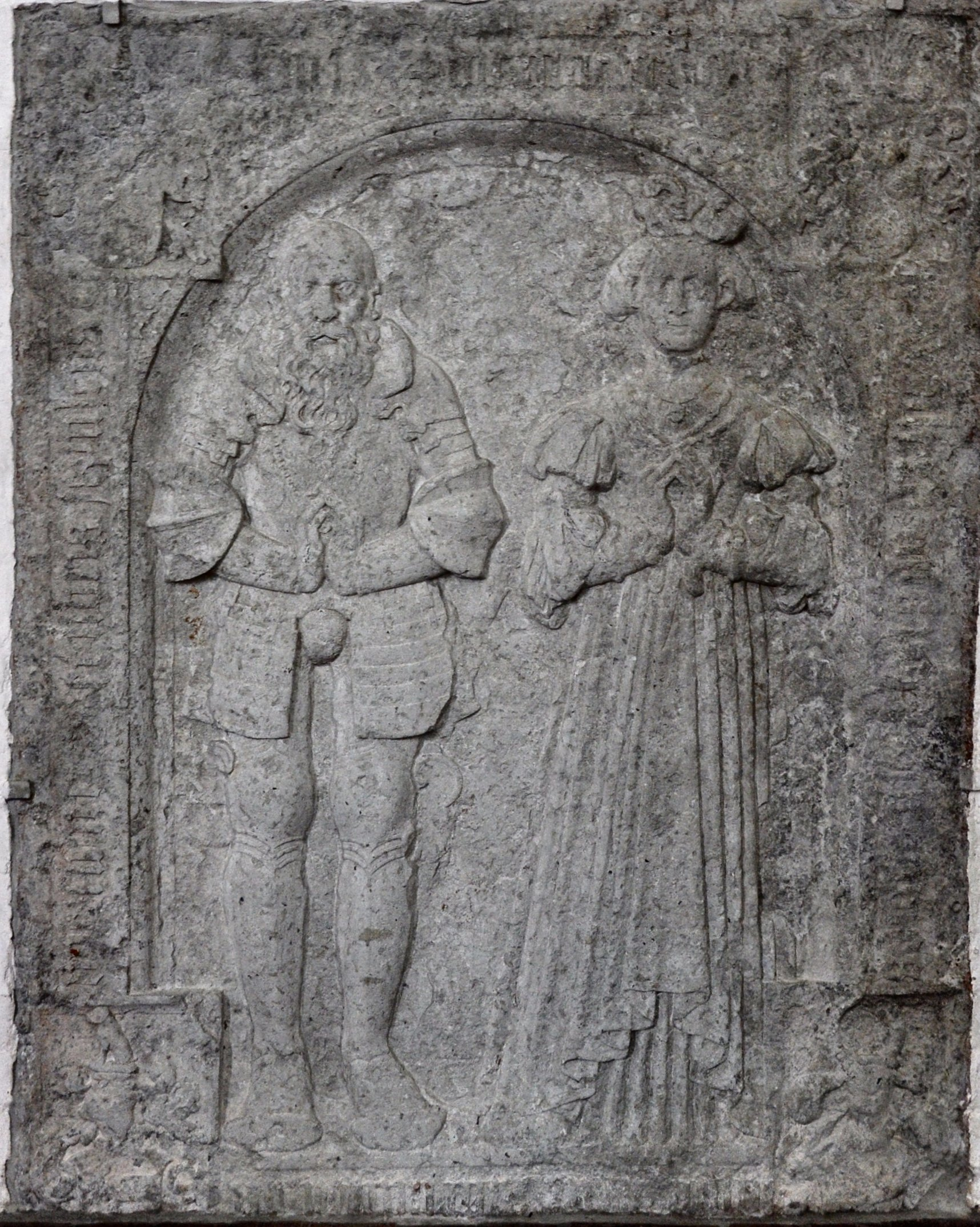
Grabstein des Wulf Pogwisch (um 1485–1554) in der Klosterkirche Bordesholm

- Detlef von Pogwisch, Bischof von Schleswig 1502–1507
- Wulf Pogwisch (um 1485–1554), Rat Friedrichs I.
- Catharina von Ahlefeldt geb. von Pogwisch († 1562), Herrin auf Haseldorf, Haselau, Gut Seestermühe und Gut Seegaard bei Kliplev
- Sievert von Pogwisch (1587–1626), Edelmann und Klosterpropst zu  Uetersen
- Anna Pogwisch (1634–1722), Mäzenin
- Freiherr Wilhelm Julius von Pogwisch (* 30. Juli 1760; † 7. Dezember 1836), Sohn des Carl Benedict von Pogwisch (* ca. 1720; † 20. Februar 1778) in Domnau/Kreis Bartenstein in Ostpreußen, war der Vater von Ottilie von Goethe geb. Freiin von Pogwisch (Schwiegertochter von Johann Wolfgang von Goethe) und Ulrike Freiin von Pogwisch (* 1798, † 1875), letztere seit 1864 Priorin des St.-Johannis-Klosters vor Schleswig; mit ihrem Tod 1875 starb das Geschlecht in Schleswig-Holstein aus.
- Georg Ernst Friedrich von Pogwisch (* 1765; † 19. April 1845), Sohn des Christian Friedrich von Pogwisch († nach 1765), großherzoglich mecklenburg-schweriner Oberst; mit ihm starb der letzte Lehensfähige des Adelsgeschlechts.
- Henriette Ulrike Ottilie von Pogwisch (1776–1851), geborene Gräfin Henckel von Donnersmarck
- Ottilie von Goethe, geborene Freiin von Pogwisch (1796–1872), Schwiegertochter von Johann Wolfgang von Goethe
- Ulrike von Pogwisch (1798–1875), Priorin in Schleswig
- Christiane Louise Amalie von Pogwisch (1790–1881), Tochter des dänischen Oberstleutnants Christian Ludvig Frederik von Pogwisch († 1806), wohnhaft im Damenstift Thaarupgaard bei Viborg; mit ihrem Tod 1881 starb das Geschlecht gänzlich aus.